# Camicia hawaiana

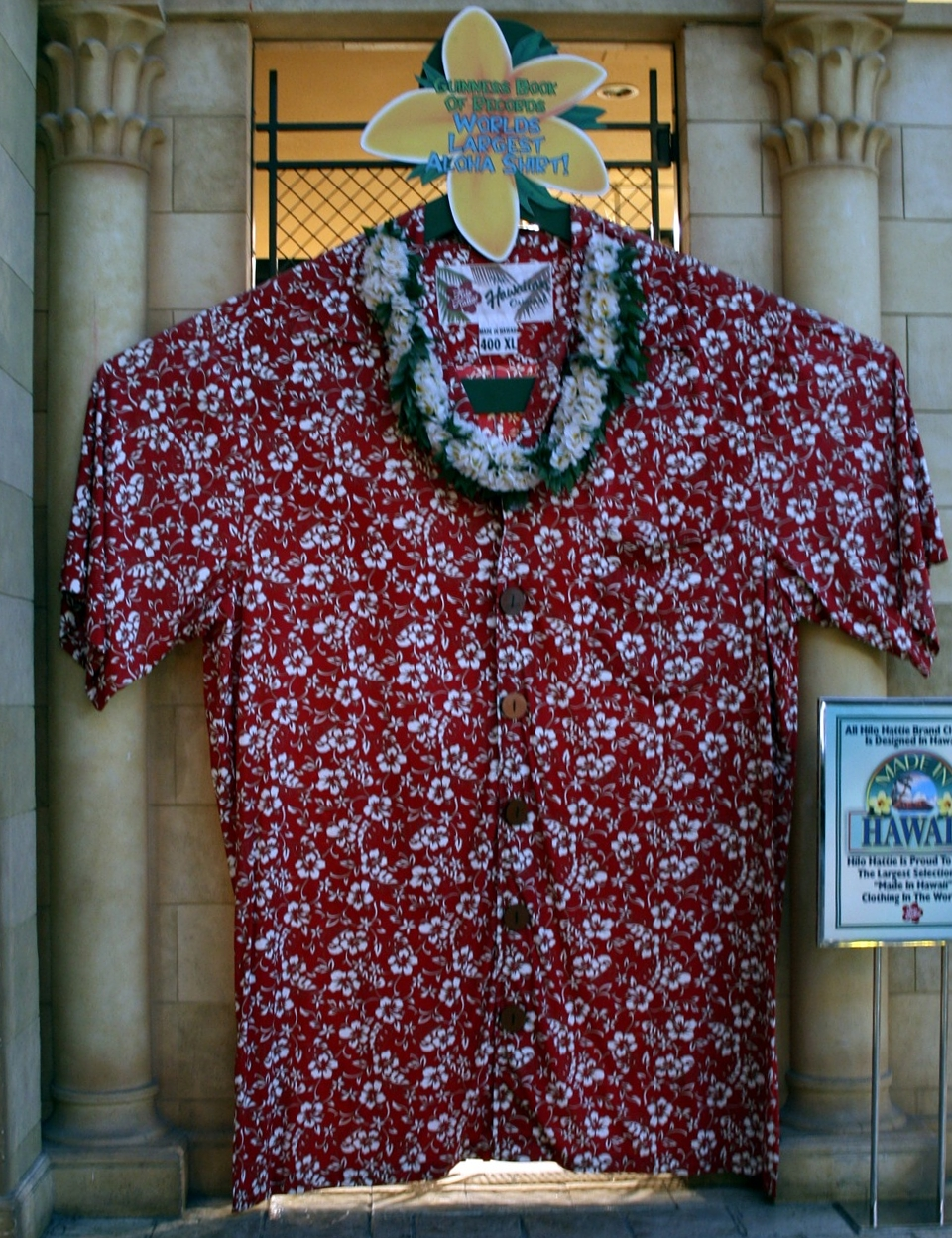
Una camicia hawaiana

La camicia hawaiana (conosciuta anche come aloha shirt o waikiki) è un particolare tipo di camicia, originaria delle isole Hawaii.
Le camicie hawaiane si distinguono da quelle tradizionali per le caratteristiche di essere principalmente: più ampie (sono più simili ad una casacca), a maniche corte, con colletto senza solino e indossate al di fuori dai pantaloni. Sono dotate di due spacchetti laterali, e spesso di un taschino sul petto. Il loro segno distintivo è principalmente l'utilizzo di colori vivaci, e di variopinte fantasie spesso tropicali o floreali.
Entrate a far parte di un abbigliamento particolarmente casual e informale, nella loro patria di provenienza, le camicie hawaiane sono invece utilizzate più facilmente anche al posto di un capo più formale, come giacca e cravatta.